# 西坂來人
西坂 來人（にしざか らいと、1985年12月4日 - ）は、日本の映画監督、絵本作家。福島県出身。

## 来歴
幼少期にウルトラマンやゴジラなどの特撮作品に憧れ、 将来は特撮映画のスタッフとして作品作りに携わりたいという夢を抱いていた。 父による家庭内暴力から逃れるため小学5年生から6年生にかけて福島県相馬市にある児童養護施設 相馬愛育園で過ごした。 
児童養護施設での生活の中で、児童虐待の実態や施設を巣立った若者たちの過酷な現状を知り衝撃を受ける。
中学生に上がると同時に家庭復帰し、それ以来母子家庭で育つ。
高校卒業後、新聞配達をしながら学校に通う新聞奨学金制度を活用し、東京都の映画学校“日活芸術学院”演出コースに進学。 在学中に監督した短編映画「あのころのように」が西東京映画祭で優秀賞を受賞する。 卒業後は、特撮映画やTV番組の美術助手を経て、フリーの映画監督/絵本作家として活動している。
2014年から東京を拠点に活動する多国籍映像製作チームTokyo Cowboysに参加。2018年に監督した短編映画The Benzaは、世界各国で多数の賞を受賞し、その後シリーズ作品としてシリーズ２、スピンオフシリーズが製作された。2025年にはマイケル・ウィリアムズとの共同監督としての初の長編作品Aichakuが公開。
2011年の東日本大震災の復興支援に関わった経験から、作家活動と並行して児童養護施設を退所した若者や、親を頼れない若者への支援活動を行っている。
2018年に企画・監督した短編映画「レイルロードスイッチ」では児童養護施設で育った若者たちの物語を描き、社会への問題提起を投げかけた。
また2019年から児童養護施設で育った経験のある当事者３人組でYouTube番組「THREE FLAGS -希望の狼煙」を運営しており、社会課題を多くの人へ伝えアクションを呼びかける活動をしている。

## 作品

### 短編・中編作品
- 「母娘-おやこ-公開」（2025年）[7]
- 「レイルロードスイッチ」（2018年）
- 「The Sister 」（2018公開オムニバス映画）[8]
- 「占い」（2017年）
- 「なくしたヒーロー 」（2012年公開）

### 映画
- Aichaku（2024年公開予定）

### テレビドラマ
- Benza English（2020年、Amazonプライム・ビデオ）
- The Benza（2019年、Amazonプライム・ビデオ）[9]

### テレビ番組
- ゲッティング・ダーティ・イン・ジャパン　(Amazonプライムビデオ 2023年4月配信）[10]

### MV
- Edge Of Blacksmiths「Remnant of the War」（2017年）[11]

## 受賞歴
- 2018年
  - 第4回Seoul Web Fest ベストパイロット賞（『The Benza』）
- 2019年
  - Eurasia International Monthly Film Festival ベストテレビドラマ賞（『The Benza』）[12]
  - Festigious Film Festival  ベストテレビドラマ賞（『The Benza』）[13]
  - Asia Web Awards　ベストコメディ賞　（『The Benza』）
- 2020年　
  - Cult Critics Film Festival　ベストテレビドラマ賞（『Benza English』）